# X Games de Invierno Aspen 2025
La XXIX edición de los X Games de Invierno se celebró en Aspen (Estados Unidos) entre el 23 y el 25 de enero de 2025 bajo la organización de la empresa de televisión ESPN.
Se disputaron pruebas de esquí acrobático y snowboard.

## Medallistas de esquí acrobático

### Masculino
| Evento       | Oro                             | Plata                            | Bronce                        |
| ------------ | ------------------------------- | -------------------------------- | ----------------------------- |
| Big air      | Miro Tabanelli · Italia         | Luca Harrington Nueva Zelanda    | Matěj Švancer · Austria       |
| Slopestyle   | Luca Harrington Nueva Zelanda   | Andri Ragettli · Suiza           | Mac Forehand Estados Unidos   |
| Superpipe    | Nicholas Goepper Estados Unidos | Alex Ferreira Estados Unidos     | Hunter Hess Estados Unidos    |
| Knuckle huck | Alexander Hall Estados Unidos   | Matěj Švancer · Austria          | Juho Saastamoinen · Finlandia |
| Calle        | Colby Stevenson Estados Unidos  | Tucker FitzSimons Estados Unidos | Evan McEachran · Canadá       |

### Femenino
| Evento       | Oro                         | Plata                             | Bronce                        |
| ------------ | --------------------------- | --------------------------------- | ----------------------------- |
| Big air      | Flora Tabanelli · Italia    | Grace Henderson Estados Unidos    | Tess Ledeux Francia           |
| Slopestyle   | Tess Ledeux Francia         | Olivia Asselin · Canadá           | Anni Kärävä · Finlandia       |
| Superpipe    | Cassie Sharpe · Canadá      | Li Fanghui China                  | Amy Fraser · Canadá           |
| Knuckle huck | Rell Harwood Estados Unidos | Tereza Korábová · República Checa | Anni Kärävä · Finlandia       |
| Calle        | Olivia Asselin · Canadá     | Bella Bacon Estados Unidos        | Marion Balsamo Estados Unidos |

## Medallistas de snowboard

### Masculino
| Evento       | Oro                           | Plata                     | Bronce                          |
| ------------ | ----------------------------- | ------------------------- | ------------------------------- |
| Big air      | Hiroto Ogiwara Japón          | Taiga Hasegawa Japón      | Rocco Jamieson Nueva Zelanda    |
| Slopestyle   | Redmond Gerard Estados Unidos | Mark McMorris · Canadá    | Taiga Hasegawa Japón            |
| Superpipe    | Scott James Australia         | Yuto Totsuka Japón        | Ayumu Hirano Japón              |
| Knuckle huck | Wang Ziyang China             | Patrick Hofmann · Suiza   | Dusty Henricksen Estados Unidos |
| Calle        | Francis Jobin · Canadá        | Nate Haust Estados Unidos | Benjamin Milam Estados Unidos   |

### Femenino
| Evento       | Oro                                | Plata                        | Bronce                             |
| ------------ | ---------------------------------- | ---------------------------- | ---------------------------------- |
| Big air      | Anna Gasser · Austria              | Reira Iwabuchi Japón         | Zoi Sadowski-Synnott Nueva Zelanda |
| Slopestyle   | Zoi Sadowski-Synnott Nueva Zelanda | Kokomo Murase Japón          | Mia Brookes Reino Unido            |
| Superpipe    | Chloe Kim Estados Unidos           | Maddie Mastro Estados Unidos | Sara Shimizu Japón                 |
| Knuckle huck | Kokomo Murase Japón                | Mia Brookes Reino Unido      | Lily Dhawornvej Estados Unidos     |
| Calle        | Iris Pham Estados Unidos           | Telma Särkipaju · Finlandia  | Jaylen Hanson Estados Unidos       |

## Medallero
| Núm. | País            | Oro | Plata | Bronce | Total |
| ---- | --------------- | --- | ----- | ------ | ----- |
| 1    | Estados Unidos  | 7   | 6     | 7      | 20    |
| 2    | Canadá          | 3   | 2     | 2      | 7     |
| 3    | Japón           | 2   | 4     | 3      | 9     |
| 4    | Nueva Zelanda   | 2   | 1     | 2      | 5     |
| 5    | Italia          | 2   | 0     | 0      | 2     |
| 6    | Austria         | 1   | 1     | 1      | 3     |
| 7    | China           | 1   | 1     | 0      | 2     |
| 8    | Francia         | 1   | 0     | 1      | 2     |
| 9    | Australia       | 1   | 0     | 0      | 1     |
| 10   | Suiza           | 0   | 2     | 0      | 2     |
| 11   | Finlandia       | 0   | 1     | 3      | 4     |
| 12   | Reino Unido     | 0   | 1     | 1      | 2     |
| 13   | República Checa | 0   | 1     | 0      | 1     |
|      | TOTAL           | 20  | 20    | 20     | 60    |